# مناخ دبي
يتميز مناخ دبي بالمناخ الصحراوي المداري، بسبب موقع دبي ضمن حزام الصحراء الشمالي. في الصيف حار جدًا ورطب، بمعدل ارتفاع حوالي 42 درجة مئوية (106 درجة فهرنهايت) وأدنى مستوياته خلال الليل حوالي 30 درجة مئوية (86 درجة فهرنهايت). أعلى درجة حرارة سجلت في دبي هي 52.1 درجة مئوية (126 درجة فهرنهايت) في عام 2002. معظم الأيام مشمسة على مدار العام.

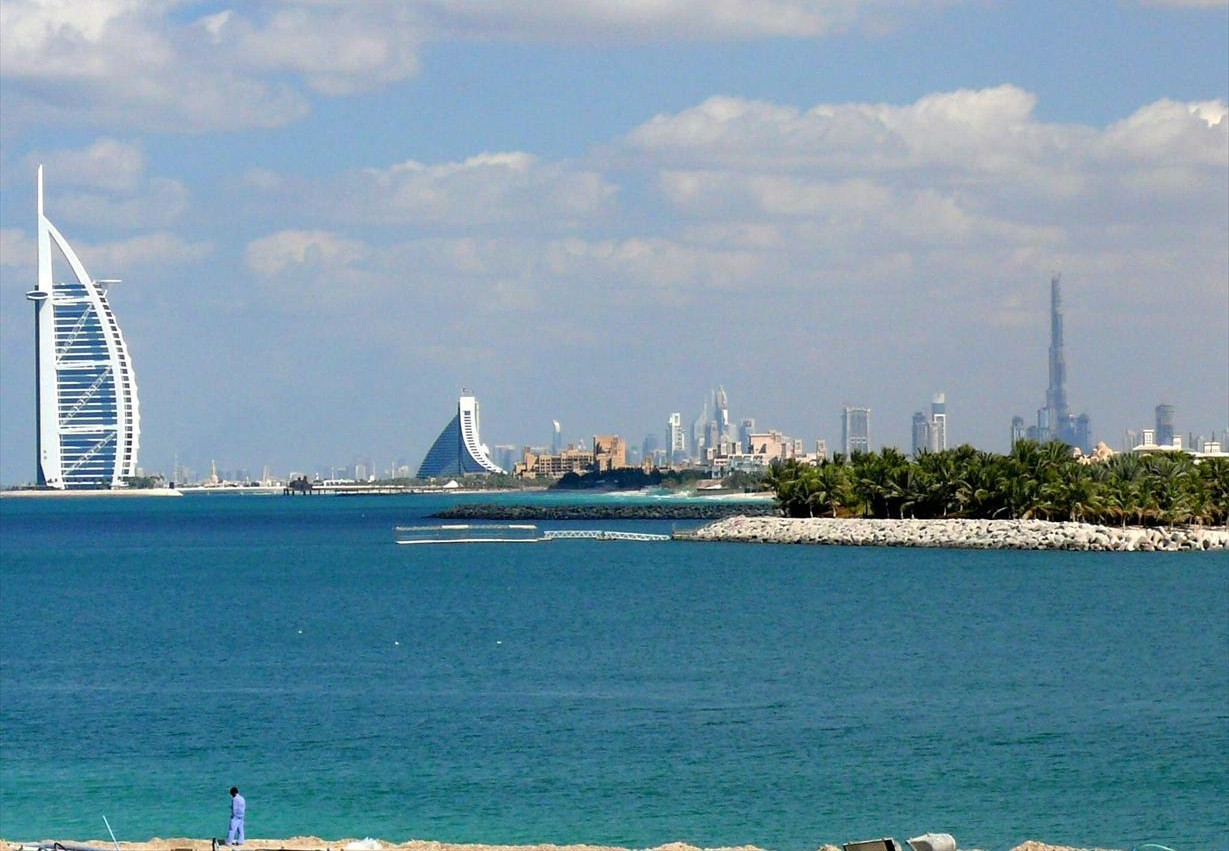
غيوم في دبي بفصل الشتاء

الشتاء في دبي يعتبر دافئ وقصير مع ارتفاع متوسط من 22 درجة مئوية (73 درجة فهرنهايت) والانخفاضات بين عشية وضحاها من 14 درجة مئوية (57 درجة فهرنهايت). مع ذلك، فقد تزايد هطول الأمطار في العقود القليلة الماضية مع الأمطار المتراكمة تصل إلى 150 ملم (5.91 في) سنويًا. مناخ دبي يمكن أن يجلب الأمطار القليلة وعدم الانتظام كما هي الحال بالنسبة للشرق الأوسط. فتهطل معظم الأمطار في بين الأشهر ديسمبر-مارس فالطقس في الفترة بين ديسمبر ومارس يكون دافئًا ويعتبر
غيوم في دبي بفصل الربيع ]] 
الربيع  في دبي 
تكونات المحلية   
سحب الكوس وضباب
تكون الظروف المناخية الأكثر راحة من السنة.

## المناخ
يظهر الجدول التالي التغييرات المناخية على مدار السنة لمناخ دبي:
| البيانات المناخية لـمناخ دبي           | البيانات المناخية لـمناخ دبي | البيانات المناخية لـمناخ دبي | البيانات المناخية لـمناخ دبي | البيانات المناخية لـمناخ دبي | البيانات المناخية لـمناخ دبي | البيانات المناخية لـمناخ دبي | البيانات المناخية لـمناخ دبي | البيانات المناخية لـمناخ دبي | البيانات المناخية لـمناخ دبي | البيانات المناخية لـمناخ دبي | البيانات المناخية لـمناخ دبي | البيانات المناخية لـمناخ دبي | البيانات المناخية لـمناخ دبي |
| الشهر                                  | يناير                        | فبراير                       | مارس                         | أبريل                        | مايو                         | يونيو                        | يوليو                        | أغسطس                        | سبتمبر                       | أكتوبر                       | نوفمبر                       | ديسمبر                       | المعدل السنوي                |
| -------------------------------------- | ---------------------------- | ---------------------------- | ---------------------------- | ---------------------------- | ---------------------------- | ---------------------------- | ---------------------------- | ---------------------------- | ---------------------------- | ---------------------------- | ---------------------------- | ---------------------------- | ---------------------------- |
| الدرجة القصوى °م (°ف)                  | 31.6 (88.9)                  | 37.5 (99.5)                  | 41.3 (106.3)                 | 43.5 (110.3)                 | 47.0 (116.6)                 | 46.7 (116.1)                 | 49.0 (120.2)                 | 48.7 (119.7)                 | 44.1 (111.4)                 | 42.0 (107.6)                 | 41.0 (105.8)                 | 35.5 (95.9)                  | 49.0 (120.2)                 |
| متوسط درجة الحرارة الكبرى °م (°ف)      | 22.9 (73.2)                  | 24.4 (75.9)                  | 27.3 (81.1)                  | 33.0 (91.4)                  | 38.7 (101.7)                 | 40.5 (104.9)                 | 41.9 (107.4)                 | 42.3 (108.1)                 | 35.9 (96.6)                  | 34.4 (93.9)                  | 29.6 (85.3)                  | 25.2 (77.4)                  | 33.0 (91.4)                  |
| المتوسط اليومي °م (°ف)                 | 19.1 (66.4)                  | 20.5 (68.9)                  | 23.0 (73.4)                  | 27.0 (80.6)                  | 31.4 (88.5)                  | 33.4 (92.1)                  | 35.5 (95.9)                  | 35.9 (96.6)                  | 33.3 (91.9)                  | 29.8 (85.6)                  | 25.4 (77.7)                  | 21.2 (70.2)                  | 28.0 (82.3)                  |
| متوسط درجة الحرارة الصغرى °م (°ف)      | 14.3 (57.7)                  | 15.5 (59.9)                  | 17.7 (63.9)                  | 21.0 (69.8)                  | 25.1 (77.2)                  | 27.3 (81.1)                  | 30.0 (86.0)                  | 30.4 (86.7)                  | 27.7 (81.9)                  | 24.1 (75.4)                  | 20.1 (68.2)                  | 16.3 (61.3)                  | 22.5 (72.4)                  |
| أدنى درجة حرارة °م (°ف)                | 1.5 (34.7)                   | 6.9 (44.4)                   | 9.0 (48.2)                   | 13.4 (56.1)                  | 15.1 (59.2)                  | 18.2 (64.8)                  | 20.4 (68.7)                  | 23.1 (73.6)                  | 16.5 (61.7)                  | 15.0 (59.0)                  | 11.8 (53.2)                  | 8.2 (46.8)                   | 1.5 (34.7)                   |
| الهطول مم (إنش)                        | 38.8 (1.53)                  | 55.0 (2.17)                  | 42.1 (1.66)                  | 27.2 (1.07)                  | 0.4 (0.02)                   | 0.2 (0.01)                   | 1.8 (0.07)                   | 0.5 (0.02)                   | 0.0 (0.0)                    | 1.1 (0.04)                   | 2.7 (0.11)                   | 36.2 (1.43)                  | 206 (8.13)                   |
| متوسط أيام هطول الأمطار                | 7.5                          | 6.7                          | 5.8                          | 4.6                          | 0.3                          | 0.2                          | 0.5                          | 0.5                          | 0.1                          | 1.2                          | 1.3                          | 10.8                         | 39.5                         |
| ساعات سطوع الشمس الشهرية               | 251                          | 241                          | 270                          | 306                          | 350                          | 345                          | 332                          | 326                          | 309                          | 307                          | 279                          | 254                          | 3٬570                        |
| ساعات سطوع الشمس اليومية               | 8.1                          | 8.6                          | 8.7                          | 10.2                         | 11.3                         | 11.5                         | 10.7                         | 10.5                         | 10.3                         | 9.9                          | 9.3                          | 8.2                          | 9.8                          |
| المصدر #1: Dubai Meteorological Office |                              |                              |                              |                              |                              |                              |                              |                              |                              |                              |                              |                              |                              |
| المصدر #2: climatebase.ru (extremes)   |                              |                              |                              |                              |                              |                              |                              |                              |                              |                              |                              |                              |                              |

## روابط خارحية
- Dubai weather – UAE's National Center of Meteorology and Seismology
- Weather of Dubai
- Dreamsofdubai
- Climate-Charts.com
- Dubai Climate Change